# Zeven Wonderen van Catalonië

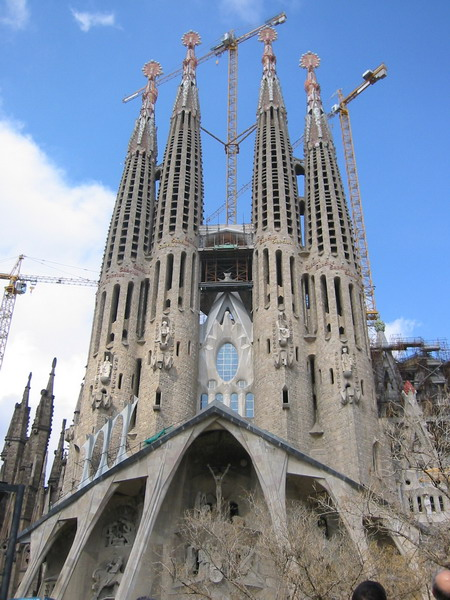
De Sagrada Família, een van de zeven wonderen van Catalonië.

De Zeven Wonderen van Catalonië is de naam van een wedstrijd die als doel had om de zeven meest bijzondere gebouwen van Catalonië te kiezen. De wedstrijd werd gepromoot door de organisatie Capital de la Cultura catalana en Catalunya Ràdio en onder andere gesponsord door TV3 en de krant El Punt. Om de zeven wonderen te kiezen werd Catalonië in zeven delen verdeeld met ieder een aantal kandidaten. De winnaars van elke regio werden op 30 mei 2007 door een publieke stemming gekozen.

## De zeven wonderen van Catalonië
1. Sagrada Família, Barcelona
2. Monumententele gebouwen van La Seu Vella, Lleida
3. Archeologisch ensemble van Tarraco, Tarragona
4. Historisch centrum van Vic, Vic
5. Kathedraal van Girona, Girona
6. Sant Miquel de Cuixà, Codalet
7. Coöperatieve wijnkelder van Gandesa, Gandesa